# Lindneromyia flavicornis
Lindneromyia flavicornis är en tvåvingeart som först beskrevs av Friedrich Hermann Loew 1866.  Lindneromyia flavicornis ingår i släktet Lindneromyia och familjen svampflugor. Inga underarter finns listade i Catalogue of Life.